# Zelenjavčki
Zelenjavčki (angleško VeggieTales) je ameriška risana serija, ki so jo pričeli predvajati leta 1993. Priljubljenost risanke je pripeljala do ustvarjanja dveh filmov. Risanko sta ustvarila Phil Vischer in Mike Nawrocki.
Risanka je sinhronizirana v slovenščino, v Sloveniji jo predvaja postaja TV3.

## Zgodovina
Zelenjavčke sta ustvarila Phil Vischer in Mike Nawrocki preko podjetja Big Idea Productions. Njun namen je bil izdelati otroške videoposnetke, ki bi prenašali krščanske moralne teme in poučevali lekcije iz Biblije. Animirana risanka je vključevala zgodbe, ki jih je pripovedovala skupina ponavljajočih se sadnih in zelenjavnih likov, ki so živeli na kuhinjskem števcu. Na trgu videoposnetkov so se Zelenjavčki pojavili s prvim 30-minutnim programom, Zgodbice z gredice, ki je bil izdan decembra 1993. Big Idea izdala 45 epizod Zelenjavčkov, vključno s tremi skladbami, petimi  (5) prazničnimi epizodami, štirimi (4) epizodami Super L. in epizodo z navodili za risanje. Poleg teh epizod Zelenjavčki vključujejo še trinajst (13) kompilacij, ki združujejo prej objavljeni material in dva posebna filma, Jona in velika riba ter Nesposobni gusarji.
Zamisel o Zelenjavčkih je bila zasnovana leta 1990, ko je Vischer testiral animacijsko programsko opremo, ki je bila uporabljena kot medij za otroške videoposnetke. Zaradi omejitev Softimage 3D se je takrat odločil, da se izogne tehnični proizvodni oviri za oblikovanje znakov z rokami, nogami, lasmi in obleko. Njegov prvi animacijski model so bile antropomorfne sladkarije. Ko je njegova žena predlagala, da bi starši morda želeli videti junaka, ki bi spodbujal zdrave prehranjevalne navade, je začel načrtovati znake, ki temeljijo na sadju in zelenjavi. Glasovni igralci zgodnjih videoposnetkov Zelenjavčkov so bili večinoma prijatelji Phila Vischerja, kot sta Dan Anderson in Jim Poole, ki sta skupaj z Vischerjem sodelovala pri dramah v svoji lokalni cerkvi. Softimage 3D je bil uporabljen za nadaljnje epizode do leta 1999, ko ga je zamenjal Maya.
Po razstavi epizode Noah's Ark Big Idea ni objavila nobenih novih načrtov za nadaljnjo video izdajo Zelenjavčkov, ki se zdi, da se osredotočajo izključno na Zelenjavčke v stari hiši.

## Liki
- Paradižnik Robi (Bob the Tomato) - je ponavadi pameten fant, ki ima najboljšega prijatelja Kumaro Lovro, saj na začetku predstavljata veliko zgodb in na koncu večine predstavitev razložita biblijsko lekcijo. V zgodovinskih segmentih igra tudi veliko likovnih vlog, od katerih so nekatere v nasprotju z njegovo bolj zrelo osebnostjo. Prvič se je pojavil leta 1993 v prvi epizodi Zgodbice z gredice. V njej sta on in Lovro postavila otvoritveni format, ki je večinoma postal standardna risanka, kjer duo na kuhinjskem števcu prebere listek na kuhinjskem pultu, ki služi kot nekakšen oder. V tej oddaji je Robi pomagal Jurčku premagati svoje strahove s pesmijo o tem, kako je Bog večji od vsega. Konec te epizode je izkoristil za šalo, v kateri je Robi nadležen s pesmijo. Nestrpno čaka, dokler pesem ni končana, tako da lahko pove, kaj so se naučili.

Robi ima za svoj glas Phila Vischerja v izvirni verziji in Marjana Buniča v slovenski sinhronizaciji.
- Kumara Lovro (Larry the Cucumber) - je soustvarjalec predstave in Robijev tovariš. Ima zelo smešno osebnost in želi, da bi med predstavo peli trapaste pesmi. Te vrste pesmi so postale tako priljubljene, da jih je pokazala skoraj vsaka epizoda risanke. Najprej se je pojavil v risanki leta 1991 Mr. Cuke's Screen Test. V tej risanki Lovra v skledi na pultu vidimo v Zelenjavčku, preden skoči proti platnu in se nasmehne.

Lovro ima za svoj glas Mika Nawrockia v izvirni verziji in Nikija Neubauerja v slovenski sinhronizaciji.
- Jurček (Junior Asparagus) - je eden od podpornih znakov serije Zelenjavčki in je tipičen petletni otrok. Prevzel je vodilno vlogo v več videoposnetkih, vključno z Zgodbice z gredice, David in velikanska kumarica, Prijazni Viking Lan in Lord of the Beans. Jurček je viden tudi ob različnih časih s svojimi starši. V začetnih epizodah je bil Jurček ustvarjen, da bi bil eden od glavnih likov, kot sta Robi ali Lovro, ki imata vlogo v vsaj enem segmentu v vsaki epizodi - pojavlja se celo ob Robiju na števcu (namesto Lovra) v Jozue in veliki zid in Abe and the Amazing Promiso. Ker se je serija razvila, so se njegove vloge nekoliko zmanjšale, tako da je Estera, dekle, ki je postalo kraljica, postala prva epizoda, v kateri se Jurček ni pojavil. Vendar pa je še vedno vidno uveljavljen z vodilnimi vlogami v epizodah Pistachio: The Little Boy That Woodn't in The Little Drummer Boy. Jurček ima za svoj glas Liso Vischer (ženo Phila Vischerja) v izvirni verziji in Mileno Janežič v slovenski sinhronizaciji.

## Epizode
- Zgodbice z gredice (angleško Where's God When I'm S-Scared?)
- Sadovi jeze (angleško God Wants Me To Forgive Them!?!)
- Ali si ti moj sosed? (angleško Are You My Neighbor?)
- Račk, Shačk in Benny (angleško Rack, Shack and Benny)
- David in velikanska kumarica (angleško Dave and the Giant Pickle)
- Igrača, ki je rešila božič (angleško The Toy That Saved Christmas)
- Very Silly Songs!
- Super L. in laž iz vesolja (angleško Larry-Boy! and the Fib from Outer Space!)
- Jozue in veliki zid (angleško Josh and the Big Wall!)
- Madam Borovnička (angleško Madame Blueberry)
- Konec traparij (angleško The End of Silliness?)
- Super L. in čenčavi pavel (angleško Larry-Boy and the Rumor Weed)
- Kralj Jurij in račka (angleško King George and the Ducky)
- Estera, dekle, ki je postalo kraljica (angleško Esther... The Girl Who Became Queen)
- Prijazni Viking Lan (angleško Lyle the Kindly Viking)
- Trapaste pesmice (angleško The Ultimate Silly Song Countdown)
- Jonah Sing-Along Songs and More!
- Zgodba o božični zvezdi (angleško The Star of Christmas)
- Čudoviti svet prihodnosti (angleško The Wonderful World of Auto-Tainment!)
- Balada o malom Jožefu (angleško The Ballad of Little Joe)
- Velikonočna pesem (angleško An Easter Carol)
- Nenavadna zgodba (angleško A Snoodle's Tale)
- Anglež z omleto (angleško Englishman with an Omelet)
- Sumo of the Opera
- Duke and the Great Pie War
- Minnesota Cuke and the Search for Samson's Hairbrush
- Lord of the Beans
- Sheerluck Holmes and the Golden Ruler
- LarryBoy and the Bad Apple
- Gideon: Tuba Warrior
- Moe and the Big Exit
- The Wonderful Wizard of Ha's
- Tomato Sawyer and Huckleberry Larry's Big River Rescue
- Abe and the Amazing Promise
- Minnesota Cuke and the Search for Noah's Umbrella
- Saint Nicholas: A Story of Joyful Giving
- Pistachio: The Little Boy That Woodn't
- Sweetpea Beauty
- It's a Meaningful Life
- 'Twas the Night Before Easter
- Princess and the Popstar
- The Little Drummer Boy
- Robin Good and His Not-So-Merry Men
- The Penniless Princess
- The League of Incredible Vegetables
- The Little House That Stood
- MacLarry and the Stinky Cheese Battle
- Merry Larry and the True Light of Christmas
- Veggies in Space: The Fennel Frontier
- Celery Night Fever
- Beauty and the Beet
- Noah's Ark

### Filmi
- Jona in velika riba (angleško Jonah: A VeggieTales Movie)
- Nesposobni gusarji (angleško The Pirates Who Don't Do Anything: A VeggieTales Movie)